# Seiz (Gemeinde Kammern)
Seiz ist ein Dorf in der Obersteiermark und
Ortschaft der Marktgemeinde Kammern im Liesingtal im Bezirk Leoben der Steiermark.

## Geographie
Der Ort befindet sich etwa 12 Kilometer westlich von Leoben und ist 2½ km östlich vom Gemeindehauptort Kammern entfernt. Er liegt im Liesingtal linksufrig nördlich, unweit der Liesing, auf etwa 670 m ü. A. am Fuß des Reitererkogels (953 m ü. A.), dem Westgipfel des Veitscherwalds. Südlich passiert die B113 Schoberpass Straße. Durch den Ort fließt der Seizerbach aus dem Kaisertal des Reiting-Massivs der Liesing zu.
Seiz umfasst knapp 90 Gebäude mit etwa 280 Einwohnern.
Zum Ortschaftsgebiet gehört auch die Veitscher Siedlung nördlich.
Nachbarortschaften
(ohne Seeanger)
| Dirnsdorf             |                                             | Glarsdorf                   |
| Kammern im Liesingtal | Kompassrose, die auf Nachbargemeinden zeigt |                             |
| (Liesing) Pfaffendorf |                                             | Sparsbach (Liesing) Liesing |

|  |

## Infrastruktur und Bauten
Der Ort ist über die B 113 erreichbar, die Anschlussstelle der Pyhrn Autobahn A 9 ist Kammern. Im Ort zweigt die L116 Edlingerstraße nach Edling – St. Peter-Freienstein ab.
Der Bahnhof Seiz der Rudolfsbahn (km 194,403) wurde von der ÖBB aufgelassen; nächste Haltestelle ist ebenfalls Kammern. Im Ort befindet sich die Haltestelle Seiz Rüsthaus der Postbusse von Leoben nach Kammern.
Die Ulrichskirche, Filialkirche von Kammern, steht unter Denkmalschutz

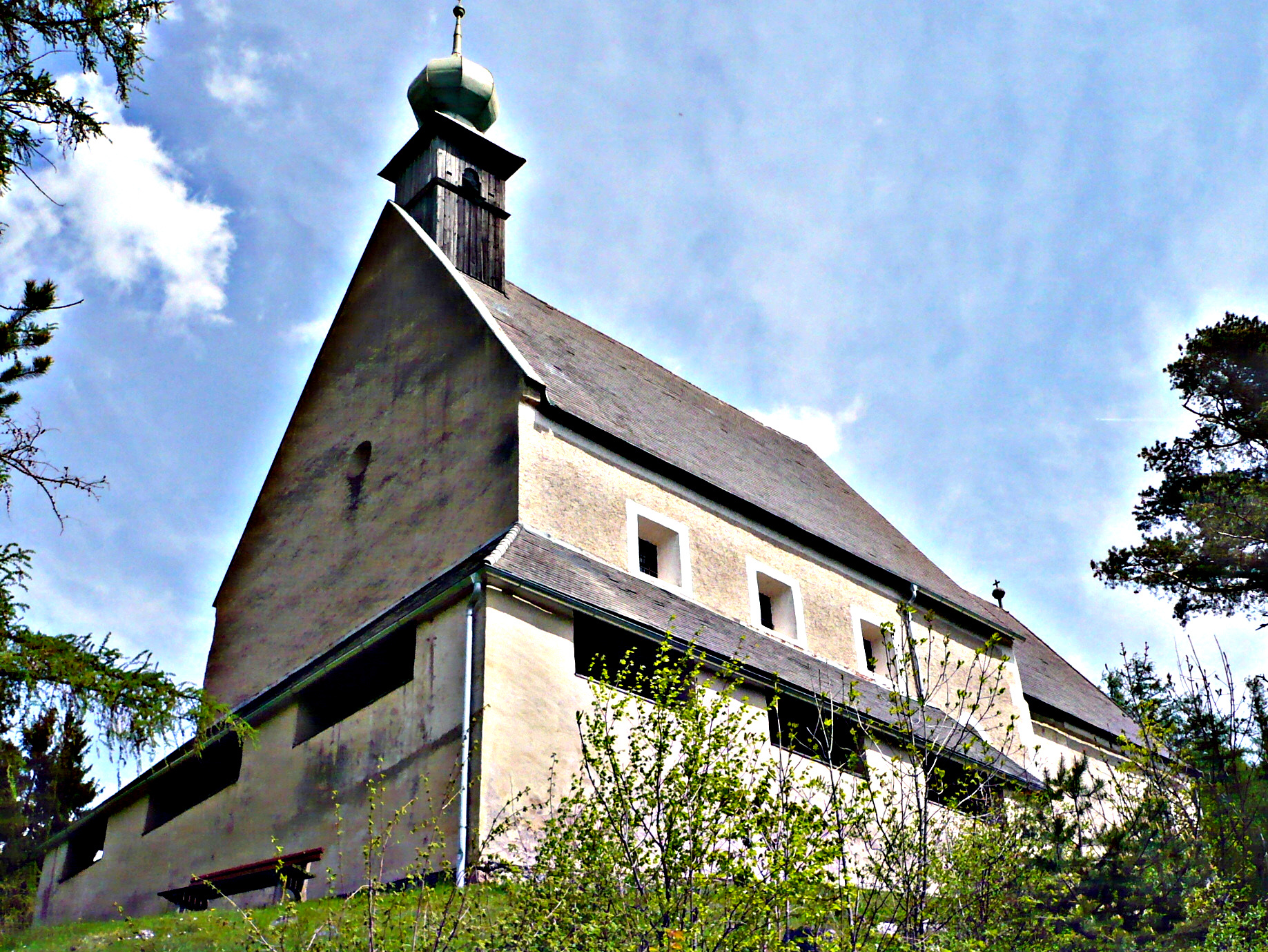
Ulrichskirche in Seiz
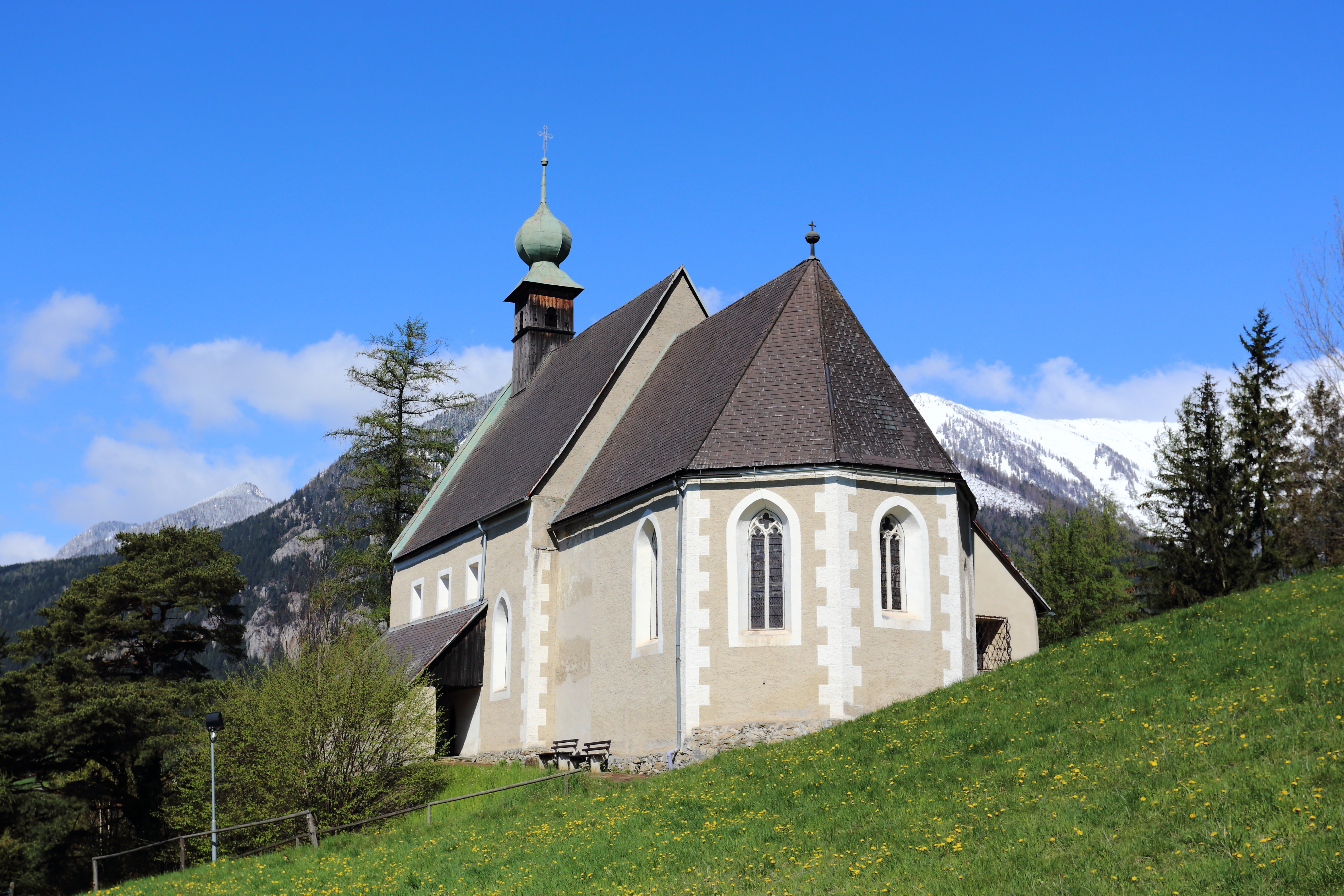
Südostansicht der Ulrichskirche

## Nachweise
- 61106 – Kammern im Liesingtal. Gemeindedaten der Statistik Austria

1. ↑  Peter Krenn: Kammern. Seiz. Kirchenführer, Verlag Sankt Peter, Salzburg 1968.